# Valentina Cillara Rossi
Valentina Cillara Rossi (Genova, 15 maggio 1994) è un'ex sciatrice alpina italiana.

## Biografia
Formatasi nelle file dello Sci Club Claviere, nel 2008 si è aggiudicata lo slalom gigante valido per il Trofeo Topolino. Attiva dal gennaio del 2010, ha esordito in Coppa Europa il 10 dicembre 2010 a Gressoney-La-Trinité in slalom speciale (38ª) e nel prosieguo della stagione ha preso parte ai Mondiali juniores di Crans-Montana 2011 (dove ha ottenuto come miglior piazzamento il 30º posto nel supergigante) e al X Festival olimpico invernale della gioventù europea di Liberec, vincendo la medaglia di bronzo nello slalom gigante parallelo misto.
Ha debuttato in Coppa del Mondo il 21 febbraio 2015 a Maribor in slalom gigante, senza qualificarsi per la seconda manche; in Coppa Europa ha ottenuto due podi, il 15 dicembre 2019 ad Andalo nella medesima specialità (3ª) e il 22 gennaio 2020 a Sankt Anton am Arlberg in discesa libera (3ª). Ha preso per l'ultima volta il via in Coppa del Mondo il 17 gennaio 2021 a Kranjska Gora in slalom gigante, senza completare la prova (non ha portato a termine nessuna delle 11 gare nel massimo circuito cui ha preso parte), e si è ritirata al termine della stagione 2021-2022: la sua ultima gara è stata uno slalom gigante FIS disputato il 5 aprile a Les Menuires. Non ha preso parte a rassegne olimpiche o iridate.

## Palmarès

### Festival olimpico invernale della gioventù europea
- 1 medaglia:
  - 1 bronzo (gigante parallelo misto a Liberec 2011)

### Coppa Europa
- Miglior piazzamento in classifica generale: 6ª nel 2020
- 2 podi:
  - 2 terzi posti

### Campionati italiani
- 1 medaglia[2]:
  - 1 argento (slalom gigante nel 2018)